# 페이첵
페이첵(영어: Paycheck)은 2003년 개봉한 미국의 SF 영화이다. SF 작가인 필립 K. 딕의 단편 소설 '페이첵'을 원작으로 제작되었다. 이 영화는 오우삼 감독이 연출하였고, 벤 애플렉, 에런 엑하트, 우마 서먼 등이 출연했다. 오우삼 감독에게는 마지막 미국 영화 작품이기도 하다.

## 줄거리
가까운 미래, 마이클 제닝스는 경쟁사의 기술을 분석하고 개선된 형태로 재창조하는 리버스 엔지니어다. 그는 고객의 지적 재산과 자신을 보호하기 위해 친구 쇼티의 도움을 받아 하나의 프로젝트가 끝날 때마다 관련된 기억을 삭제한다. 어느 날, 대학 룸메이트이자 대기업 CEO인 제임스 레트릭이 제닝스에게 3년간의 장기 프로젝트를 제안한다. 제닝스는 고민 끝에 계약을 맺고, 올컴 캠퍼스에서 지내게 되며 생물학자 레이첼 포터를 만나 호감을 느낀다. 
3년 후, 기억 삭제에서 깨어난 제닝스는 올컴 주식이 9천 2백만 달러 이상의 가치를 지닌 것을 알게 되지만, 그가 몇 주 전에 모든 주식을 기부했다는 사실을 알게 된다. 게다가, 그가 올컴에 들어올 때 가지고 있었던 소지품이라고 주장하는 봉투에는 무작위로 수집한 물건들이 들어있다. 혼란스러워하는 제닝스는 곧 FBI에 구금당하고, 요원 닷지는 그가 정부 기밀 설계도에 접근했고, 현재 사망한 물리학자 데커가 그것을 빼돌렸다고 주장한다. 기억 삭제 때문에 아무것도 대답할 수 없던 제닝스는 봉투 속 물건들을 이용하여 탈출한다. 제닝스는 쇼티를 만나 무슨 일이 있었는지 알아내려 하지만, 봉투 속 포춘 쿠키 메시지와 일치하는 복권 번호를 보고, 미래를 보는 기계를 만들었고 미래에서 필요한 물건들을 봉투에 넣어 자신을 도왔다는 것을 깨닫는다.
올컴에서 레트릭은 제닝스가 만든 기계를 이용하려 하지만, 제닝스가 떠나면 작동이 중단되도록 장치되어 있다는 것을 알게 된다. 레트릭은 제닝스가 포터와 연인이 되었고, 그녀와 만나기 위해 메시지를 남겼다는 것을 알아낸다. 그는 제닝스를 설득하기 위해 가짜 포터를 보내지만, 진짜 포터가 나타나 제닝스를 구출한다. 둘은 FBI와 레트릭의 부하들을 피해 도망치면서 봉투 안의 우표에서 미래 신문 헤드라인이 담긴 마이크로닷 이미지를 발견한다. 기계의 성공으로 올컴은 엄청난 성공을 거뒀지만, 그로 인해 국제적인 정치적 갈등과 미국의 선제 핵 공격으로 이어진다는 사실을 알게 된 그들은 기계를 파괴해야 한다고 결심한다.
제닝스와 포터는 봉투 속 마지막 물건들을 이용하여 올컴에 잠입하고 기계를 찾는다. 제닝스는 기계에 장치해 놓은 회로를 수리하고 곧 파괴되도록 함정을 설치한다. 그는 마지막으로 기계를 사용해 자신이 기계 위의 통로에서 FBI 요원에게 총에 맞는 미래를 본다. 레트릭 일당이 도착하고, 제닝스와 포터는 통로로 도망친다. 레트릭은 통로에서 그들을 궁지에 몰아넣지만 FBI 요원이 나타나고 제닝스가 본 미래의 모습이 재현된다. 제닝스가 총에 맞기 직전, 봉투 속 시계가 울리고 제닝스는 레트릭이 총에 맞아 죽는 것을 본다. 제닝스의 함정으로 기계는 파괴되고 울프도 죽는다. 혼란이 가라앉고 FBI가 조사를 시작하자 닷지 요원은 제닝스의 시계를 숨기고 그를 죽은 것으로 처리한다.
이후 제닝스와 포터, 쇼티는 시골로 이주하여 살게 된다. 쇼티는 포터가 올컴에서 키우던 한 쌍의 잉꼬새를 구출해 온다. 봉투 속 포춘 쿠키 메시지를 떠올린 제닝스는 새장 안에서 9천만 달러 당첨 복권을 발견한다.

## 배역
- 벤 애플렉 - 마이클 제닝스
- 에런 엑하트 - 제임스 레스릭
- 콜름 피오 - 존 울프
- 우마 서먼 - 닥터 레이철 포터
- 폴 지어마티 - 쇼티
- 마이클 C. 홀 - 클레인 요원
- 조 모턴 - 닷지 요원
- 피터 프리드먼 - 법무장관 브라운
- 이바나 밀리체비치 - 마야/레이첼
- 캐스린 모리스 - 리타 던
- 크리스타 앨런 - 홀로그램의 여성
- 크리스토퍼 케네디 - 닥터 스티븐

## SBS 성우진 (2005년 11월 5일)
- 안지환 - 마이클(벤 에플렉)
- 민응식 - 레스릭(아론 에크하트)
- 강희선 - 레이첼(우마 서먼)
- 권혁수 - 쇼티(폴 지어마티)
- 장광 - 울프(콜름 피오)
- 이근욱 - 닷지 요원(조 모턴)
- 최옥희
- 송연희
- 원호섭
- 이상훈 - 클레인 요원(마이클 C. 홀)
- 하미경
- 박웅선
- 조현정